# Villa Grampa
La Villa Grampa è una storica residenza di Temperley presso Buenos Aires in Argentina.

## Storia
La villa venne eretta tra il 1910 e il 1914 secondo il progetto degli architetti Marchesotti e Bressan per volere di Bernardo Grampa, un imprenditore originario del lago di Como in Italia attivo nel settore dei materiali da costruzione ed emigrato in Argentina nel 1886.

## Descrizione
L'edificio presenta uno stile neorinascimentale italiano e si sviluppa su due livelli. Un ampio giardino circonda la villa.

## Galleria d'immagini

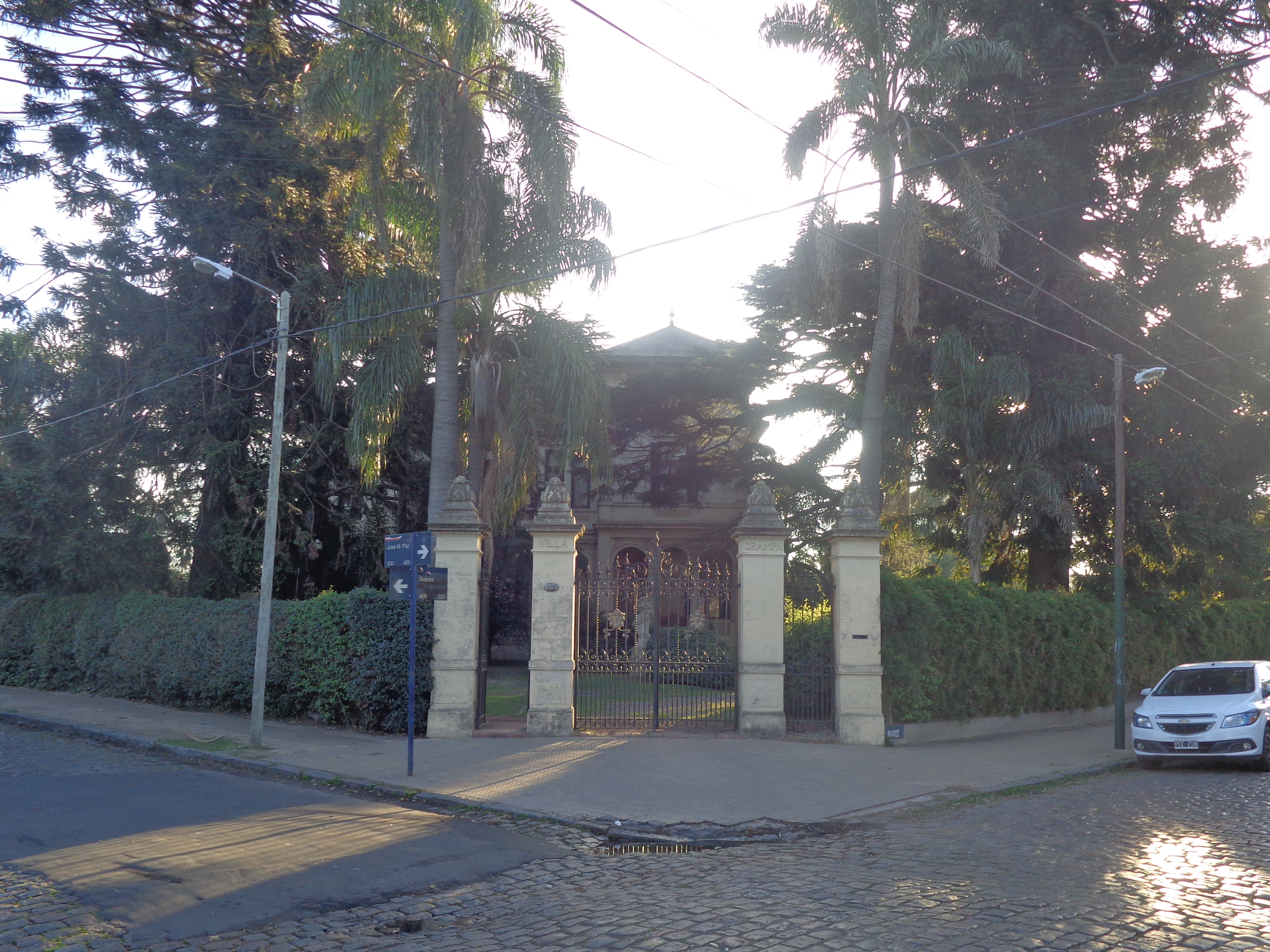
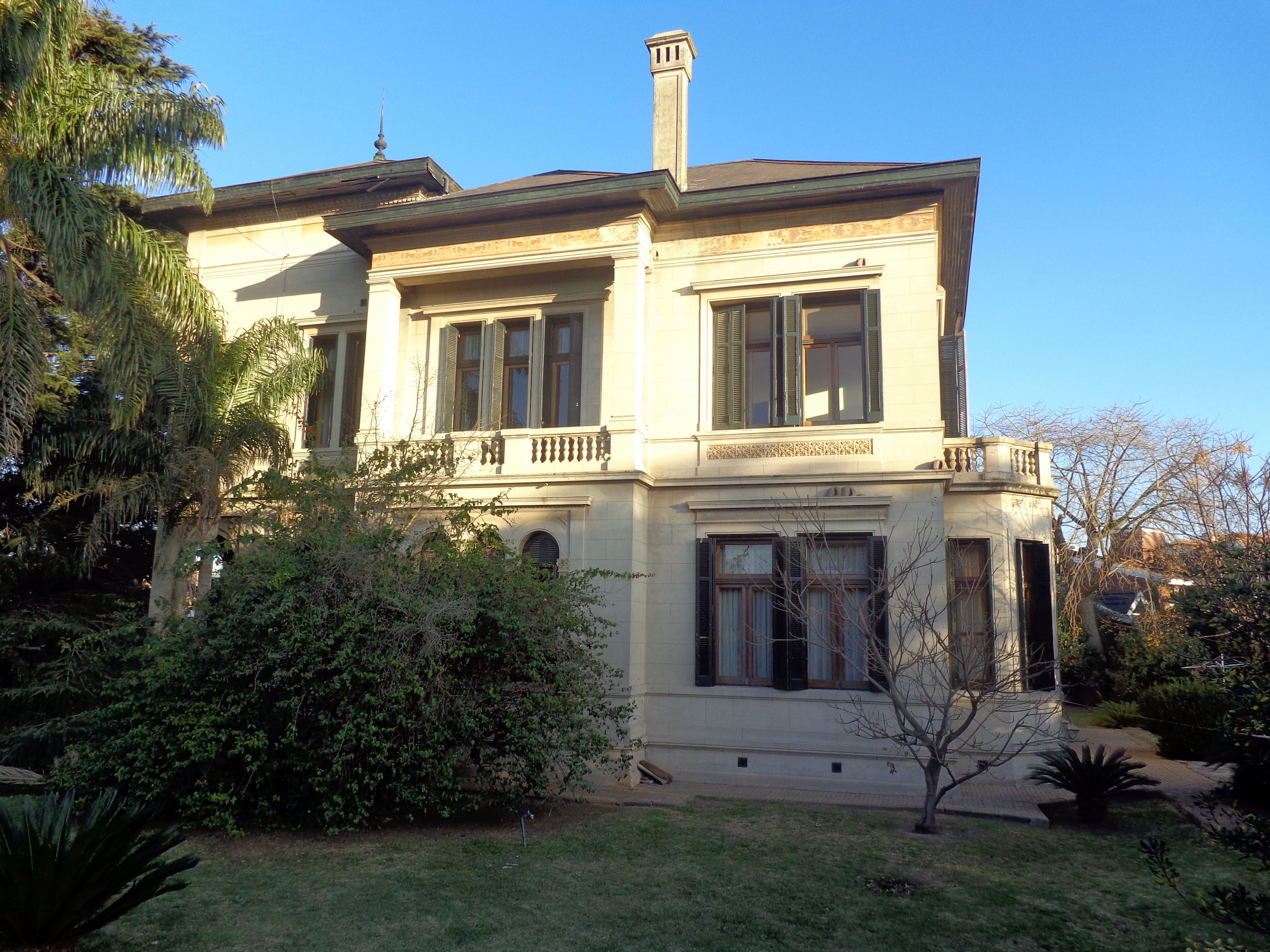
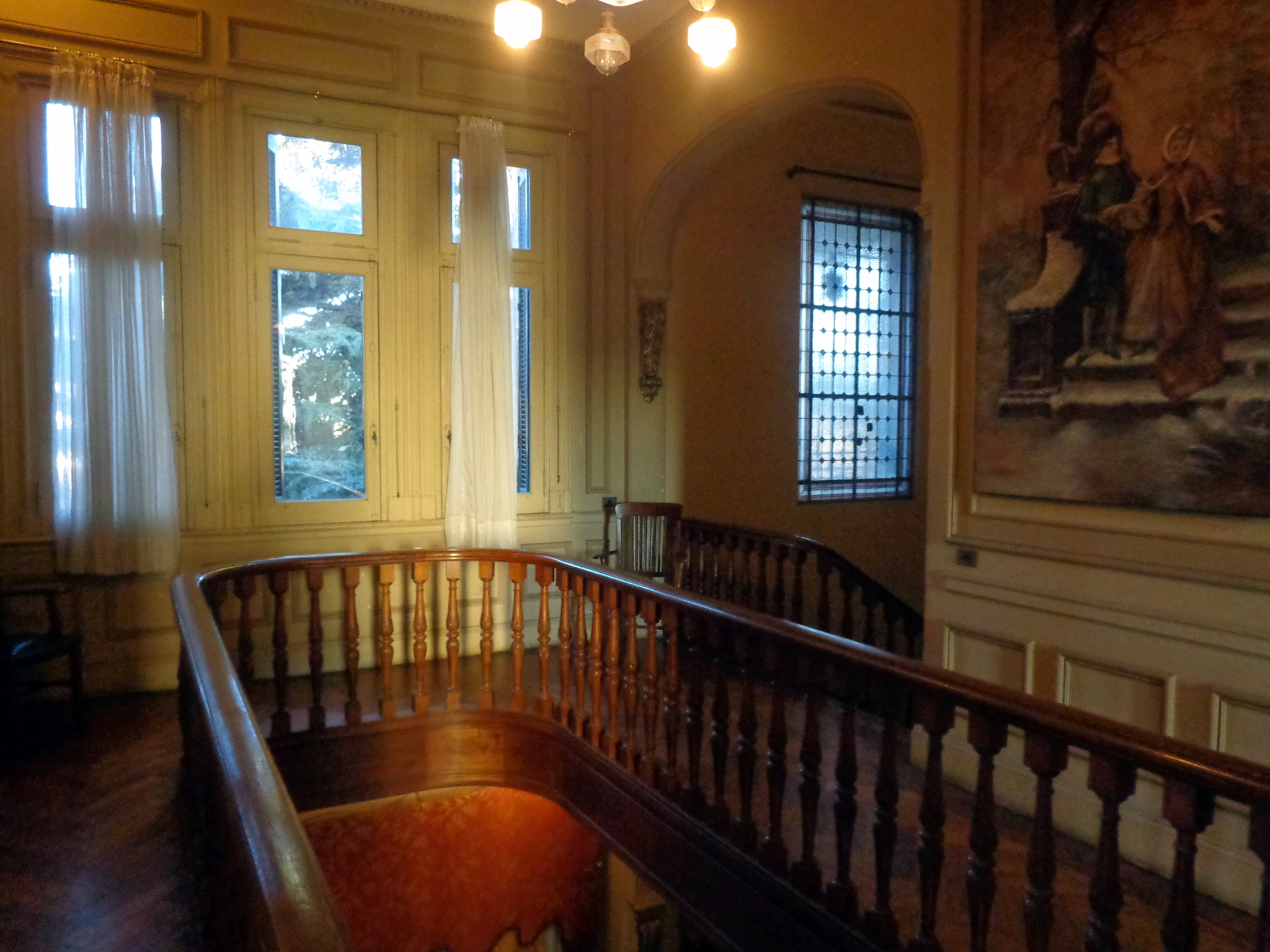